# Peugeot SC50

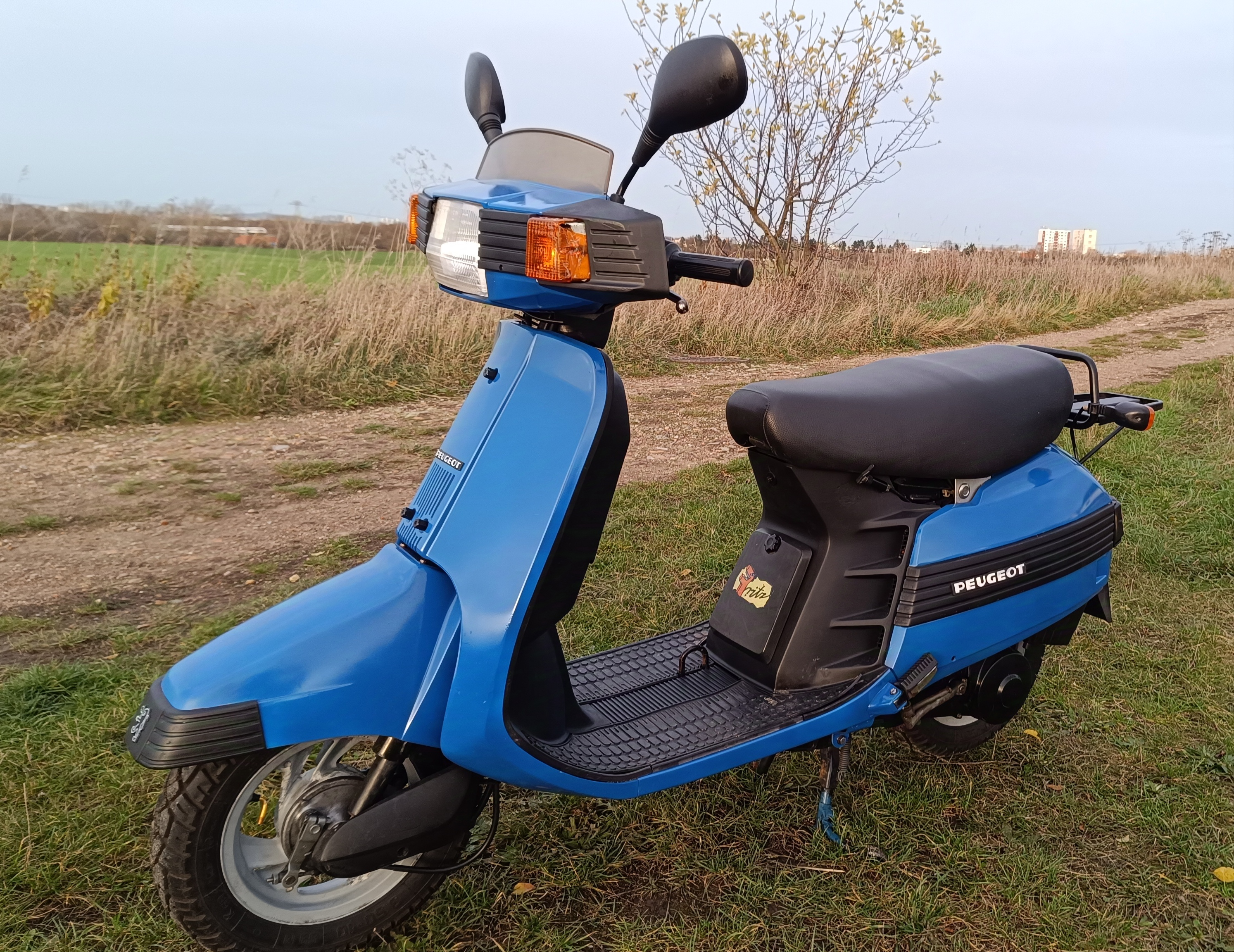
Peugeot SC50 Seitenansicht

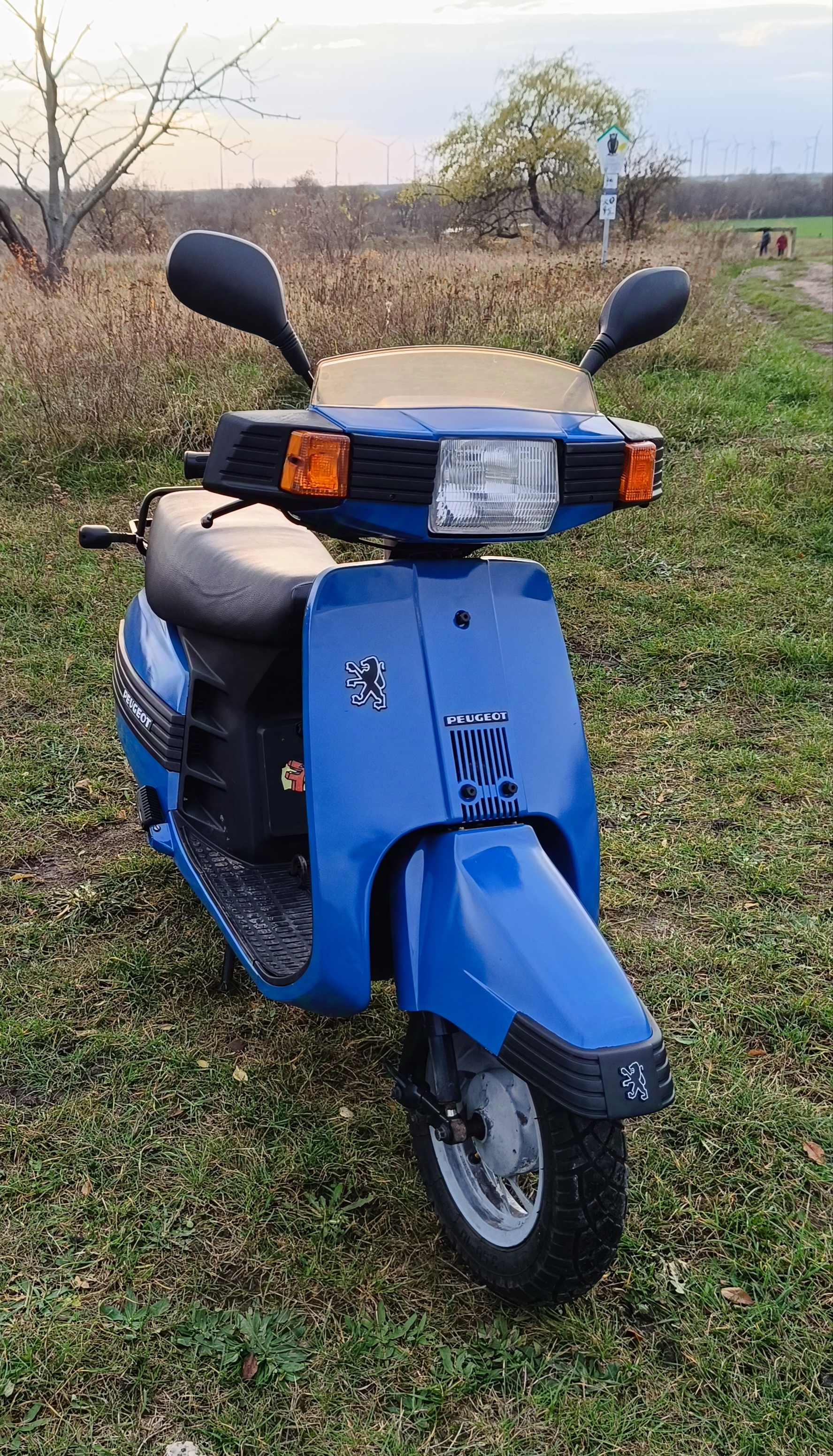
Peugeot SC50 Frontansicht

Der Peugeot SC50 ist ein Motorroller des französischen Herstellers Peugeot Motocycles. Es gilt auch die Bezeichnung Peugeot F 051, welche aber weniger gebräuchlich ist und zudem einen landesspezifischen Zusatz erhält. In der Schweiz beispielsweise lautet der Name „Peugeot F 051 CH“.
Technisch ist der SC50 nahezu identisch mit dem Honda Lead (AF01), wobei sich die Modelle lediglich durch Unterschiede in der Karosserie und in einzelnen Bauteilen unterscheiden. In den 1980er-Jahren erfreute sich der SC50, insbesondere in Frankreich, großer Beliebtheit und war ein fester Bestandteil des urbanen Straßenbilds.

## Technische Daten
- Karosserie: Motorroller
- Leergewicht: 80 kg
- Motor: Zweitakt-Ottomotor
- Treibstoff: Benzin (bleifrei)
- Hubraum: 49 cm³
- Leistung: 2 kW bzw. veraltet: 2,72 PS
- offizielle Höchstgeschwindigkeit (Deutschland): 50 km/h
- offizielle Höchstgeschwindigkeit (Schweiz): 60 km/h
- effektive Höchstgeschwindigkeit: 55–70 km/h. Siehe dazu Beschreibung.

## Beschreibung
Der Peugeot SC50 ist ein Modell der SC-Reihe und somit ein Vorgänger der späteren SV-Serie. Er gehört zur Kategorie der typischen „Cityscooter“, was durch seine kompakte, wenig sportliche Bauform und die kleinen Räder unterstrichen wird. Mit einer Leistung von 2 kW ist der SC50 für seine Bauart gut ausgestattet und erreicht eine Höchstgeschwindigkeit von bis zu 70 km/h.
Das Modell hat zwei Varianten: den SC80 mit größerem Hubraum und den SC50V, eine Version mit geringerer Ausstattung. Letztere benötigt ein Zweitaktgemisch, während beim SC50 Öl und Treibstoff separat eingefüllt werden können. Heute sind Motorroller dieses Typs, insbesondere außerhalb Frankreichs, nur noch selten zu finden. Der Peugeot SC50 wurde in einer Kooperation zwischen Peugeot und Honda in Belgien produziert.